# جامعة خميلنيتسكي للإدارة والقانون
جامعة خميلنيتسكي للإدارة والقانون مؤسسة تعليم عالي أوكرانية، (بالأوكرانية: Хмельницький університет управління та права імені Леоніда Юзькова) هي جامعة تقع في خملنيتسكي أوبلاست، أوكرانيا. تأسست هذه الجامعة في سنة 1992